# Riddells Quarter
Riddells Quarter var en civil parish 1866–1955 när det uppgick i Longhorsley, i grevskapet Northumberland i England. Civil parish var belägen 9 km från Morpeth och hade 155 invånare år 1951.